# 成田山法輪寺

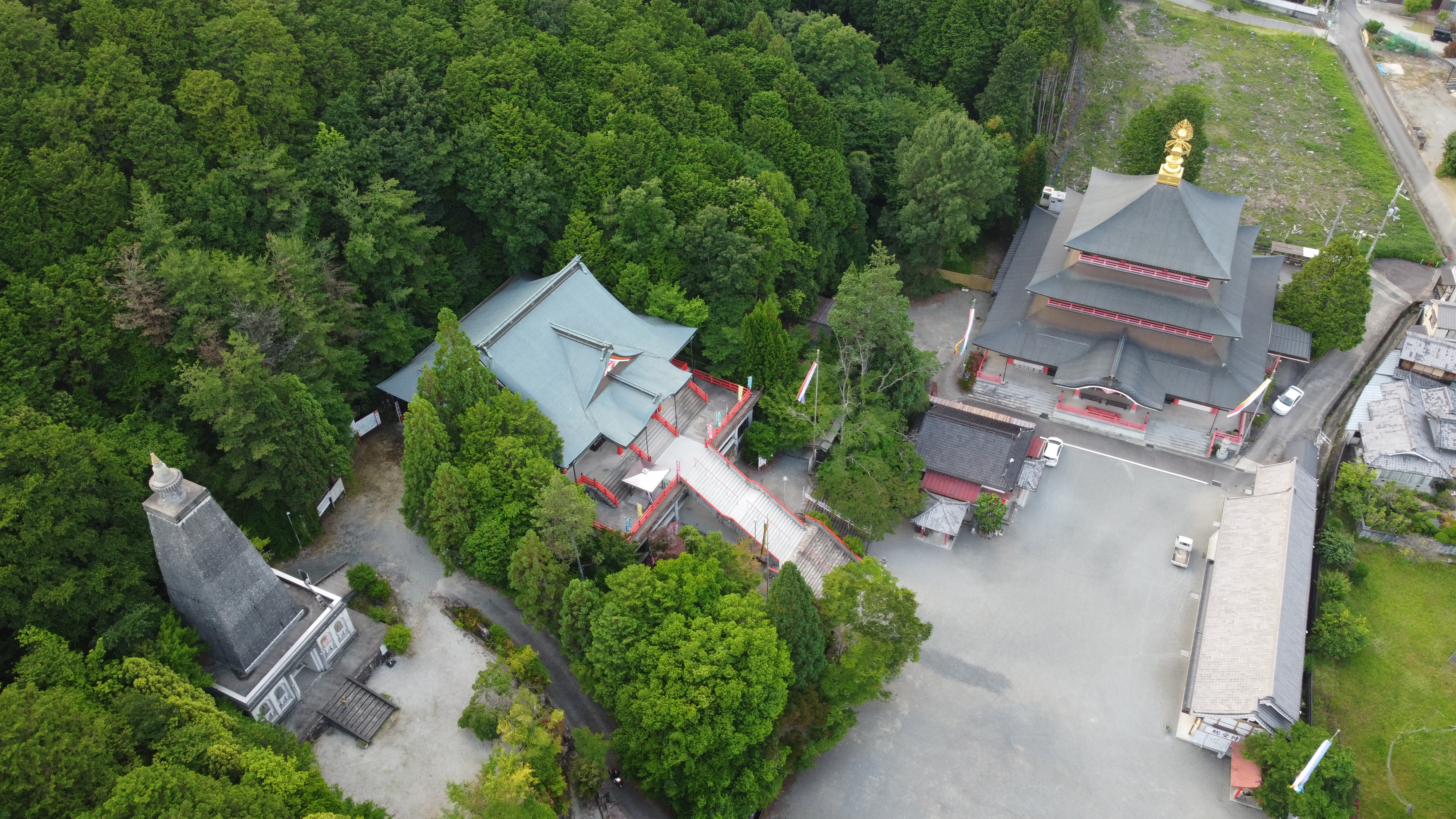
成田山法輪寺（空撮、2021年6月8日）

成田山法輪寺（なりたさんほうりんじ）は、兵庫県西脇市小坂町向山にある寺院。兵庫県内では唯一、大本山成田山新勝寺から認可を受けた分院で 「播州成田山」と通称される。

## 概要

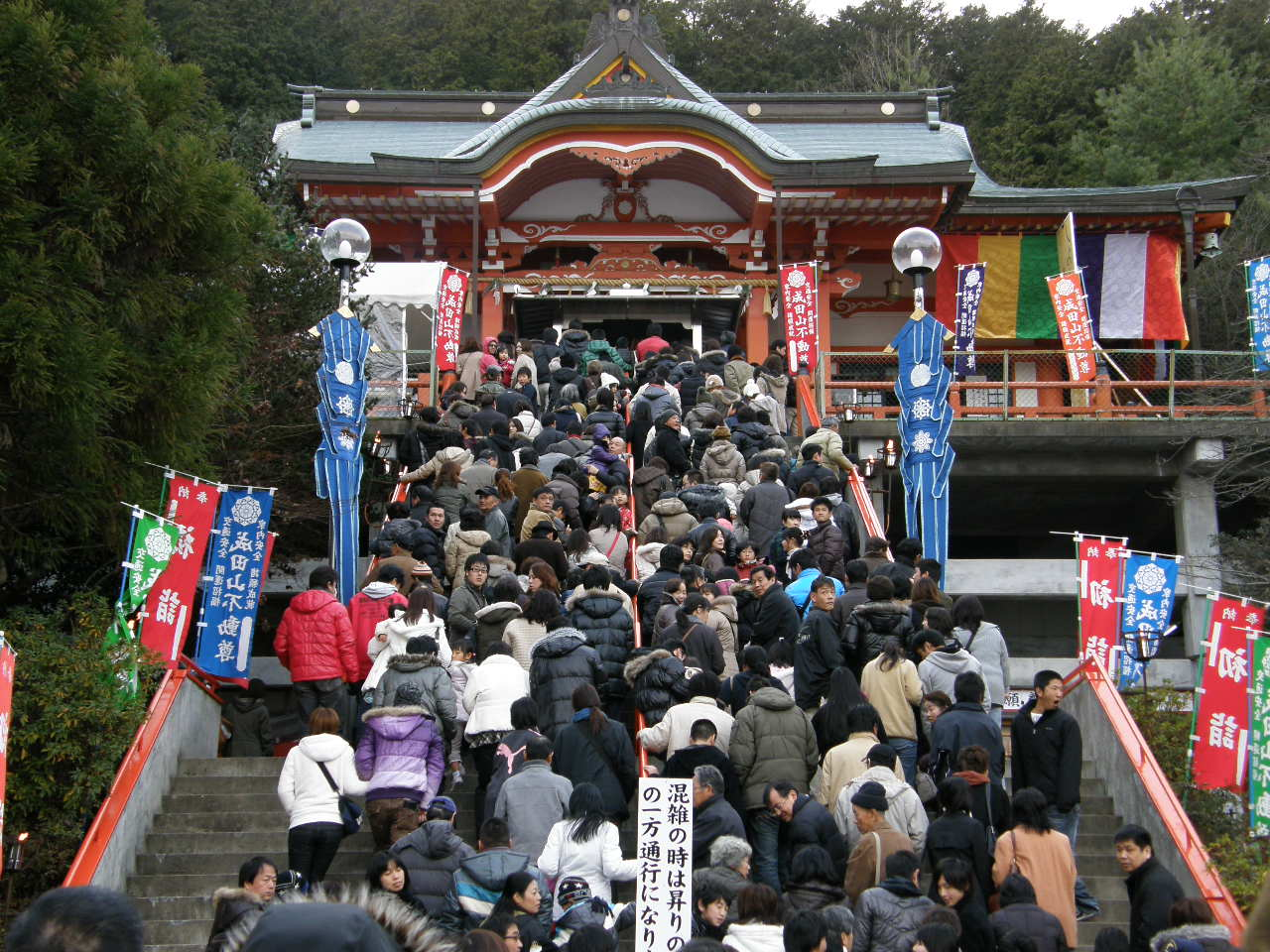
成田山法輪寺（2010年1月1日）

千葉県成田市の大本山成田山新勝寺が、940年（天慶3年）に寛朝大僧正によって開山されたのち、成田不動信仰は日本全国に広がり、西脇を聖地とし、1950年（昭和25年）、成田山不動尊播州大教会を前身に、播州成田山法輪寺として開山。大本山成田山新勝寺貫首より分院建立の直許を得て、成田山新勝寺不動尊を勧請。不動尊信仰霊場として周辺地域の信仰を集め、家内安全、商売繁盛、交通安全、災難魔除け、病気全快、身体健康、厄除け開運などの現世利益を求める信徒が多数参拝している。

### 本尊
本尊は不動明王。大本山成田山の平和の大塔建立の際、仏師、松久宗琳が大塔本尊不動明王の原型として制作したものが奉安祭祀されている。

### 身代わりお守
江戸時代の1829年（文政12年）竣工の大本山成田山新勝寺仁王門の上棟式当日、辰五郎という大工が足場から転落した。このとき、成田山の焼き印を押した手形が真っ2つに割れたものの辰五郎は怪我一つなく助かった。これを不動明王の加護とし、以来焼き印を押したこの手形札が「成田山の身代わりお守」として、広く授けられている。

### その他

#### 釈迦塔
境内にはインドのブッダガヤ大菩提寺の大塔を模した釈迦塔（約23メートル）が建立され、大菩提寺より迎えた木彫釈迦如来像・仏舎利・釈迦生誕場面の石彫石版・全長3メートルの金色釈迦涅槃像が祀られる。

#### 十一面観世音菩薩
奈良県生駒山宝山寺より聖天尊・十一面観世音菩薩の分霊を勧請祭祀するほか、本堂の裏には大きな七福神、胎蔵界大日如来が祭祀されており本堂下には十二支守り本尊、一願成就鎮守大神様、子授け安産子安地蔵尊、清瀧大権現など多くの神々が祭祀されている。

#### 法輪閣
ネパール様式の三層祈祷殿法輪閣（約21メートル）が建立され、大本山成田山新勝寺において開眼した立像不動明王像が鎮座する。

### 年中行事
- 1月元旦初詣
- 2月上旬 節分祭
- 3月下旬 春の大祭（火渡りなど）
- 5月8日 病気封じ
- 8月上旬 夏祭り盆踊り・花火大会
- 11月 七五三（ちの輪くぐり）

（月例行事）
- 1日 月例特別護摩供
- 16日 聖天尊ご縁日奉修
- 28日 不動尊ご縁日護摩供奉修

## 交通
- JR加古川線西脇市駅下車、タクシーで7分。
- 自動車：中国自動車道、滝野社インターチェンジより国道175号（西脇バイパス）を北上、約20km。西脇市役所の西、約700m。
- 地図